# Communauté de communes du Pays de Mauriac
Die Communauté de communes du Pays de Mauriac ist ein französischer Gemeindeverband in der Rechtsform einer Communauté de communes im Département Cantal in der Region Auvergne-Rhône-Alpes. Der Verwaltungssitz ist im Ort Mauriac.

## Mitgliedsgemeinden
Der Communauté de communes du Pays de Mauriac gehören alle elf Gemeinden des Kantons Mauriac an. Die Mitgliedsgemeinden sind:
| Gemeinde                                  | Einwohner 1. Januar 2022 | Fläche km² | Dichte Einw./km² | Code INSEE | Postleitzahl |
| ----------------------------------------- | ------------------------ | ---------- | ---------------- | ---------- | ------------ |
| Arches                                    | 203                      | 16,15      | 13               | 15010      | 15200        |
| Auzers                                    | 161                      | 19,27      | 8                | 15015      | 15240        |
| Chalvignac                                | 457                      | 35,89      | 13               | 15036      | 15200        |
| Drugeac                                   | 323                      | 18,24      | 18               | 15063      | 15140        |
| Jaleyrac                                  | 360                      | 16,86      | 21               | 15079      | 15200        |
| Le Vigean                                 | 800                      | 28,99      | 28               | 15261      | 15200        |
| Mauriac                                   | 3.503                    | 27,61      | 127              | 15120      | 15200        |
| Méallet                                   | 154                      | 21,52      | 7                | 15123      | 15200        |
| Moussages                                 | 251                      | 19,03      | 13               | 15137      | 15380        |
| Salins                                    | 144                      | 8,75       | 16               | 15220      | 15200        |
| Sourniac                                  | 196                      | 11,72      | 17               | 15230      | 15200        |
| Communauté de communes du Pays de Mauriac | 6.552                    | 224,03     | 29               | –          | –            |